# ريتشموند (فيرمونت)
ريتشموند (بالإنجليزية: Richmond, Vermont)‏ هي بلدة تقع بولاية فيرمونت في الولايات المتحدة. تبلغ مساحتها 83.7 (كم²)، وترتفع عن سطح البحر 88 م، بلغ عدد سكانها 4090 نسمة في عام 2000 حسب إحصاء مكتب تعداد الولايات المتحدة وتصل الكثافة السكانية فيها 49.6 نسمة/كم2.

## وصلات خارجية
- The US50 - Cities and Towns in Vermont State
- Vermont Cities and Towns, Facts, Map, Flag, Colleges, Government, and More